# Halowe Mistrzostwa Europy w Lekkoatletyce 1987
XVIII Halowe Mistrzostwa Europy odbyły się w dniach od 21 do 22 lutego 1987 w Liévin w hali Stade couvert régional.

## Wyniki zawodów

### Mężczyźni

#### Konkurencje biegowe
| konkurencja                           | złoto                             | złoto    | srebro                          | srebro   | brąz                                                       | brąz     |
| ------------------------------------- | --------------------------------- | -------- | ------------------------------- | -------- | ---------------------------------------------------------- | -------- |
| Bieg na 60 m (szczegóły)              | Marian Woronin · Polska           | 6,51 ER  | Pierfrancesco Pavoni · Włochy   | 6,58     | František Ptáčník · Czechosłowacja · Antonio Ullo · Włochy | 6,61     |
| Bieg na 200 m (szczegóły)             | Bruno Marie-Rose · Francja        | 20,36 WR | Władimir Kryłow · ZSRR          | 20,53    | John Regis · Wielka Brytania                               | 20,54    |
| Bieg na 400 m (szczegóły)             | Todd Bennett · Wielka Brytania    | 46,81    | Momcził Charizanow · Bułgaria   | 46,89    | Paul Harmsworth · Wielka Brytania                          | 46,92    |
| Bieg na 800 m (szczegóły)             | Rob Druppers · Holandia           | 1:48,12  | Władimir Graudyń · ZSRR         | 1:49,14  | Ari Suhonen · Finlandia                                    | 1:49,56  |
| Bieg na 1500 m (szczegóły)            | Han Kulker · Holandia             | 3:44,79  | Jens-Peter Herold · NRD         | 3:45,36  | Klaus-Peter Nabein · RFN                                   | 3:46,84  |
| Bieg na 3000 m (szczegóły)            | José Luis González · Hiszpania    | 7:52,27  | Dieter Baumann · RFN            | 7:53,93  | Pascal Thiébaut · Francja                                  | 7:54,03  |
| Bieg na 60 m przez płotki (szczegóły) | Arto Bryggare · Finlandia         | 7,59     | Colin Jackson · Wielka Brytania | 7,63     | Nigel Walker · Wielka Brytania                             | 7,65     |
| Chód na 5000 m (szczegóły)            | Jozef Pribilinec · Czechosłowacja | 19:08,44 | Ronald Weigel · NRD             | 19:08,93 | Roman Mrázek · Czechosłowacja                              | 19:10,77 |

#### Konkurencje techniczne
| konkurencja                | złoto                      | złoto    | srebro                        | srebro | brąz                       | brąz  |
| -------------------------- | -------------------------- | -------- | ----------------------------- | ------ | -------------------------- | ----- |
| Skok wzwyż (szczegóły)     | Patrik Sjöberg · Szwecja   | 2,38 CR  | Carlo Thränhardt · RFN        | 2,36   | Hennadij Awdiejenko · ZSRR | 2,36  |
| Skok o tyczce (szczegóły)  | Thierry Vigneron · Francja | 5,85     | Ferenc Salbert · Francja      | 5,85   | Marian Kolasa · Polska     | 5,80  |
| Skok w dal (szczegóły)     | Robert Emmijan · ZSRR      | 8,49 CR  | Giovanni Evangelisti · Włochy | 8,26   | Christian Thomas · RFN     | 8,12  |
| Trójskok (szczegóły)       | Serge Hélan · Francja      | 17,15    | Christo Markow · Bułgaria     | 17,12  | Mykoła Musijenko · ZSRR    | 17,00 |
| Pchnięcie kulą (szczegóły) | Ulf Timmermann · NRD       | 22,19 CR | Werner Günthör · Szwajcaria   | 21,53  | Siergiej Smirnow · ZSRR    | 20,97 |

### Kobiety

#### Konkurencje biegowe
| konkurencja                           | złoto                           | złoto      | srebro                      | srebro   | brąz                             | brąz     |
| ------------------------------------- | ------------------------------- | ---------- | --------------------------- | -------- | -------------------------------- | -------- |
| Bieg na 60 m (szczegóły)              | Nelli Fiere-Cooman · Holandia   | 7,01       | Anelia Nunewa · Bułgaria    | 7,06     | Marlies Göhr · NRD               | 7,12     |
| Bieg na 200 m (szczegóły)             | Kirsten Emmelmann · NRD         | 23,10      | Blanca Lacambra · Hiszpania | 23,19    | Marie-Christine Cazier · Francja | 23,40    |
| Bieg na 400 m (szczegóły)             | Maria Pinigina · ZSRR           | 51,27      | Gisela Kinzel · RFN         | 52,29    | Cristina Pérez · Hiszpania       | 52,63    |
| Bieg na 800 m (szczegóły)             | Christine Wachtel · NRD         | 1:59,89    | Sigrun Wodars · NRD         | 2:00,50  | Lubow Kiriuchina · ZSRR          | 2:01,85  |
| Bieg na 1500 m (szczegóły)            | Sandra Gasser · Szwajcaria      | 4:08,76    | Swietłana Kitowa · ZSRR     | 4:09,01  | Ivana Walterová · Czechosłowacja | 4:09,99  |
| Bieg na 3000 m (szczegóły)            | Yvonne Murray · Wielka Brytania | 8:46,06 WR | Elly van Hulst · Holandia   | 8:51,40  | Brigitte Kraus · RFN             | 8:53,01  |
| Bieg na 60 m przez płotki (szczegóły) | Jordanka Donkowa · Bułgaria     | 7,79       | Gloria Uibel · NRD          | 7,89     | Ginka Zagorczewa · Bułgaria      | 7,92     |
| Chód na 3000 m (szczegóły)            | Natalla Dmitraczenka · ZSRR     | 12:57,59   | Giuliana Salce · Włochy     | 12:59,11 | Monica Gunnarsson · Szwecja      | 13:06,46 |

#### Konkurencje techniczne
| konkurencja                | złoto                         | złoto | srebro                    | srebro | brąz                                              | brąz  |
| -------------------------- | ----------------------------- | ----- | ------------------------- | ------ | ------------------------------------------------- | ----- |
| Skok wzwyż (szczegóły)     | Stefka Kostadinowa · Bułgaria | 1,97  | Tamara Bykowa · ZSRR      | 1,94   | Elżbieta Trylińska · Polska · Susanne Beyer · NRD | 1,91  |
| Skok w dal (szczegóły)     | Heike Drechsler · NRD         | 7,12  | Galina Czistiakowa · ZSRR | 6,89   | Jelena Bielewska · ZSRR                           | 6,76  |
| Pchnięcie kulą (szczegóły) | Natalja Achrimienko · ZSRR    | 20,84 | Heidi Krieger · NRD       | 20,02  | Heike Hartwig · NRD                               | 20,00 |

## Klasyfikacja medalowa
| Miejsce | Państwo         | Złoto | Srebro | Brąz | Razem |
| ------- | --------------- | ----- | ------ | ---- | ----- |
| 1.      | ZSRR            | 4     | 5      | 5    | 14    |
| 2.      | NRD             | 4     | 5      | 3    | 12    |
| 3.      | Francja         | 3     | 1      | 2    | 6     |
| 4.      | Holandia        | 3     | 1      | 0    | 4     |
| 5.      | Bułgaria        | 2     | 3      | 1    | 6     |
| 6.      | Wielka Brytania | 2     | 1      | 3    | 6     |
| 7.      | Hiszpania       | 1     | 1      | 1    | 3     |
| 8.      | Szwajcaria      | 1     | 1      | 0    | 2     |
| 9.      | Czechosłowacja  | 1     | 0      | 3    | 4     |
| 10.     | Polska          | 1     | 0      | 2    | 3     |
| 11.     | Finlandia       | 1     | 0      | 1    | 2     |
| 11.     | Szwecja         | 1     | 0      | 1    | 2     |
| 13.     | RFN             | 0     | 3      | 3    | 6     |
| 14.     | Włochy          | 0     | 3      | 1    | 4     |
| Razem   | Razem           | 24    | 24     | 26   | 74    |

## Objaśnienia skrótów
- CR – rekord mistrzostw Europy